# Бик (сазвежђе)
Бик (лат. Taurus) једно је од сазвежђа зодијака. Једна је од највећих звезданих јата северне хемисфере видљива за време зиме, налази се између Овна на западу, Близанаца на истоку, Персеја и Кочијаша на северу, Ориона на југоистоку и Еридана и Кита на југозападу.

## Важнији објекти
Алдебаран (α Бика) је најсјајнија звезда са привидним сјајем од + 0.85 звездане величине. Звезда је црвени џин, тј. звезда која је тек сишла са главног низа Херцшпрунг-Раселовог дијаграма. Алдебаран се налази око 65 светлосних година од нас.
Иза Алдебарана се налазе Хијаде, најближе уочљивије расејано звездано јато. Звезде су поређане у облику латиничног слова "V" и чине бикову главу.
Сазвежђе Бика најпознатије је расејаном звезданом јату Плејаде или Влашићи. То је младо отворено или расејано звездано гнездо, удаљено 450 светловних година од нас. Голим оком је могуће видети седам најсјајнијих звезда у њему које често носе назив и Седам митских Плејада. Јато је предиван призор посматран двогледом или мањим телескопом.
Маглина Рак, објекат видљив само ако га посматрамо телескопом, је остатак супернове. Рак се налази северозападно од звезде ζ Бика. Експлозија супернове догодила се 4. јула 1054. године и била је довољно сјајна да се види по дану пуне три недеље. Супернова је голим оком била видљива 653 дана. 